# Ciro Gomes
Ciro Ferreira Gomes GOMM (Pindamonhangaba, 6 de novembro de 1957) é um advogado, professor universitário, escritor e político brasileiro, filiado ao Partido Democrático Trabalhista Exerceu diversos cargos públicos de destaque, incluindo deputado estadual e federal pelo Ceará, prefeito de Fortaleza, governador do Ceará, ministro da Fazenda no Governo Itamar Franco — durante a implantação do Plano Real — e ministro da Integração Nacional no governo de Luiz Inácio Lula da Silva, quando atuou na formulação do projeto de transposição do rio São Francisco.
Natural de Pindamonhangaba (São Paulo), Ciro Gomes vive em Sobral (Ceará), cidade de sua família paterna, desde 1962. Dois de seus quatro irmãos também seguiram carreira política: Cid Gomes foi governador do Ceará por dois mandatos, enquanto Ivo Gomes foi prefeito de Sobral por dois mandatos, onde seu pai também exerceu o mesmo cargo. Seu tio, Vicente Antenor Ferreira Gomes, foi prefeito do município de Itapipoca em 1992 e deputado estadual pelo Ceará em 1982.
Ciro é formado em direito pela Universidade Federal do Ceará, onde também lecionou direito tributário e constitucional. Foi pesquisador visitante na Harvard Law School e é autor de livros sobre economia política: No País dos Conflitos (1994), O Próximo Passo — Uma Alternativa Prática ao Neoliberalismo (1995), Um Desafio Chamado Brasil (2002) e Projeto Nacional: O Dever da Esperança (2020). No setor privado, presidiu a Transnordestina S/A e integrou a diretoria da Companhia Siderúrgica Nacional.
Foi candidato à presidência da República em quatro ocasiões: em 1998, obteve 10,97% dos votos; já em 2002, recebeu 11,97% dos votos; em 2018, obteve 12,47%; e por último em 2022, em que obteve 3,04% dos votos.

## Juventude
Ciro Ferreira Gomes nasceu em Pindamonhangaba, interior de São Paulo, filho do cearense José Euclides Ferreira Gomes Júnior (1918-1996) e da paulista Maria José Santos (1928–2015).
Em 1961, aos quatro anos de idade, a família de Ciro instalou-se em Sobral, Ceará, onde vivia toda a sua família paterna. Seu pai era defensor público e sua mãe professora. Em Sobral, Ciro concluiu o curso secundário em uma escola pública da cidade.
Os Ferreira Gomes, na cidade de Sobral, sempre foram uma família de pequenos comerciantes ou funcionários públicos. Em 1975, José Euclides Ferreira Gomes, mesmo sem militância política, foi cogitado para ser prefeito de Sobral em um momento que a política da cidade se alternava entre as famílias Prado e Barreto.

### Vida estudantil (1957–1982)

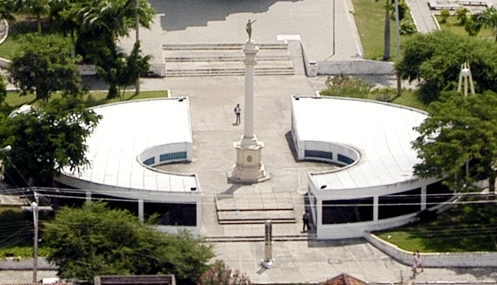
Imagem aérea de Sobral com vista para a Igreja do Patrocínio e o Museu do Eclipse, importante museu científico do Ceará

Aos 15 anos, Ciro venceu um prêmio literário sobre a vida e obra do poeta Luís de Camões.
Após concluir o curso secundário em uma escola pública da cidade, transferiu-se para Fortaleza e ingressou em 1976 na Universidade Federal do Ceará (UFC), na Faculdade de Direito. Ciro foi aprovado em primeiro lugar no vestibular.
Ciro também sempre revelou interesse por Futebol, sendo torcedor e sócio do Guarany de Sobral.
Durante o período universitário, Ciro militou no grupo Habeas-Corpus, de acordo com seu depoimento no livro "No País dos Conflitos". Em 1979, disputou as eleições da União Nacional dos Estudantes (UNE), onde concorreu para vice-presidente na chapa Maioria. Em entrevista dada ao Roda Viva, em 1991, afirmou que, no movimento estudantil, se aproximava mais com a esquerda católica.
Ao concluir a universidade, Ciro voltou para a cidade de Sobral e entrou na vida pública aos 23 anos, tornando-se professor universitário e advogado, época em que seu pai foi eleito prefeito e o nomeou como procurador do município. Nesse período foi também convidado por José Maria Felix, já como professor da universidade, para ser comentarista esportivo da Rádio Educadora do Nordeste. Como comentarista acompanhava principalmente o Guarany de Sobral.

## Carreira política

### Deputado estadual (1983–1988)

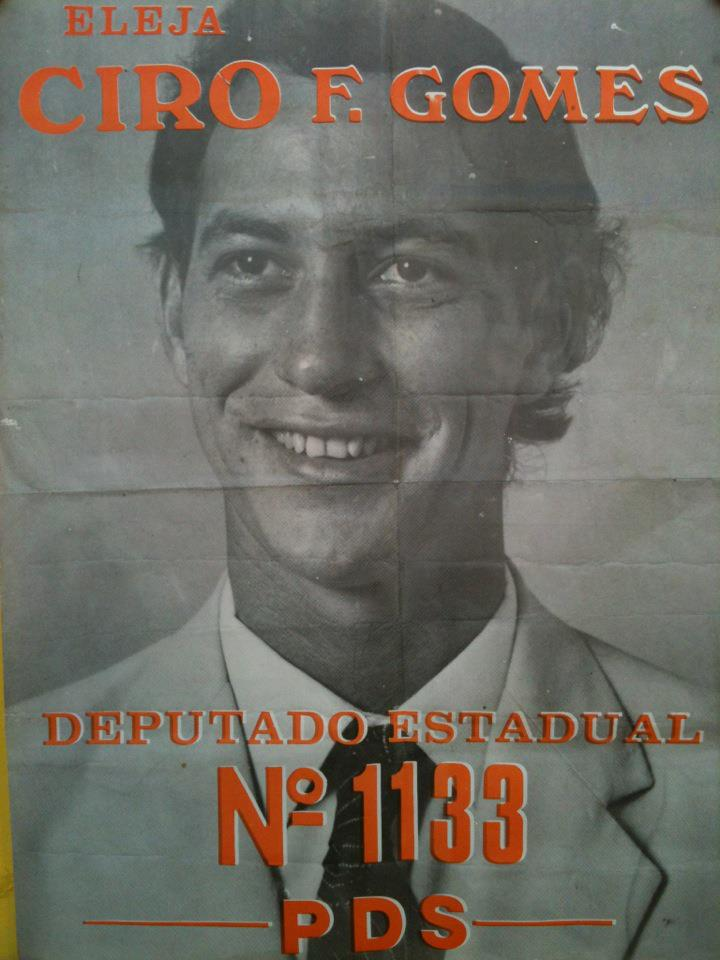
Ciro candidato a deputado estadual pelo PDS no ano de 1982

Ciro disputou sua primeira eleição em 1982, para deputado estadual, tendo sido o deputado estadual mais votado na cidade de Sobral, onde obteve 11 600 votos. Foi candidato pelo Partido Democrático Social (PDS), que era o partido do pai. Defendeu nesta eleição o "voto camarão": recomendava vereadores, prefeitos e deputados, mas o voto em branco para senador e governador.
Em 1983, Ciro filiou-se ao Partido do Movimento Democrático Brasileiro (PMDB) e assumiu seu primeiro mandato de forma ousada: se manifestando inclusive contra o Governador eleito pelo seu próprio partido, Gonzaga Mota. Ciro chamou a atenção da imprensa local por debater questões nacionais, democracia, reformas sociais, liberdades, e até geopolítica internacional, algo que segundo ele havia sido deixado de lado pelos políticos cearenses.
Foi então que Tasso Jereissati, presidente do Centro Industrial do Ceará (CIC), despontando como uma nova liderança industrial no estado, conheceu Ciro e o convidou a participar de conversas particulares e conferências do CIC. A relação deles se estreitou no ano de 1984 durante as eleições diretas que elegeram Tancredo Neves. Segundo Ciro, após a morte do presidente eleito ele teria passado a ser perseguido pelo governador, e então decidiu apoiar o nome de Jereissati para o governo estadual.
Na eleição de 1986, quando da sua reeleição, apoiou a proposta do grupo de Tasso, que também era candidato pela primeira vez a governador, com a intenção manifesta de "derrubar os coronéis" do estado. Ciro conquistou seu segundo mandato de deputado e foi convidado por Tasso a exercer a liderança do governo estadual na Assembleia Legislativa do Ceará. Enfrentou as reações dos parlamentares ao enxugamento da máquina administrativa, e seu esforço foi retribuído com o convite de disputar a prefeitura da capital do estado, Fortaleza, dando seguimento à estratégia de isolamento político dos coronéis do Ceará. Mais tarde, juntou-se ao Partido da Social Democracia Brasileira (PSDB).

### Prefeito e Governador (1989–1994)

#### Prefeito de Fortaleza
Ciro assumiu a prefeitura da capital cearense em janeiro de 1989. De acordo com o jornal O Estado de S. Paulo, a gestão anterior deixou uma herança pesada, com serviços públicos paralisados, mas, de acordo com a mesma reportagem, em um ano ele reconstruiu a cidade. Colocou em funcionamento os serviços de limpeza e manutenção viária, de saúde e educação, além de pagar em dia o salário dos mais de 20 mil funcionários da cidade. Obteve, no ano seguinte, o melhor índice de aprovação entre todas as prefeituras das capitais brasileiras, atingindo 77% de ótimo/bom, de acordo com a Folha de S.Paulo. Ainda em seu mandato, implantou o primeiro IPTU progressivo do Brasil.
Porém, com apenas 15 meses à frente da sua administração, deixou o cargo para se candidatar ao Governo do Estado no final de 1990, pelo PSDB, partido que havia sido recém-criado. Foi eleito no primeiro turno com 56% dos votos e saiu vencedor em todas as urnas de Fortaleza. Foi o único governador eleito pelo PSDB naquele ano.
Na eleição presidencial de 1989, apoiou no primeiro turno Mário Covas, candidato pelo PSDB, e Lula no segundo turno.

#### Governador do Ceará

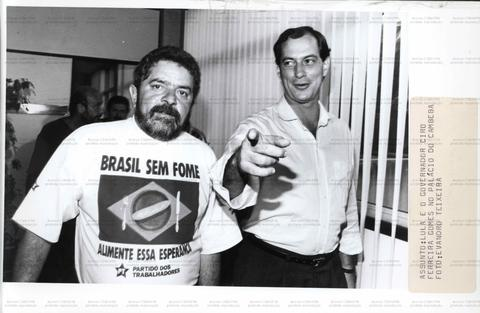
Lula e o então governador do Ceará Ciro Ferreira Gomes no Palácio do Cambeba (Fortaleza-CE, Data desconhecida). / Crédito: Evandro Teixeira

Em 1990, foi eleito governador do Ceará, vencendo Paulo Lustosa. Foi o primeiro governador a ser eleito pelo PSDB e tornou-se o segundo mais jovem governador do país na época. Ciro assumiu o governo do Estado do Ceará em março de 1991. Foi um incentivador da criação de micro e pequenas empresas no estado, e deu prosseguimento a redução da máquina administrativa, iniciado na gestão de Tasso. Também combateu a sonegação de impostos e aumentou a arrecadação estadual. Sua gestão o transformou no mais popular dos governadores do Brasil, com 74% de aprovação de acordo com o Datafolha, em pesquisa de julho de 1992, e foi relacionado pela revista Time como uma das 100 lideranças emergentes no cenário mundial.
Um importante marco do governo de Ciro foi a reestruturação das Secretarias de Governo, colocadas nas mãos de jovens técnicos em substituição aos políticos. Segundo dados coletados por Washington Bonfim, 71% das Secretarias de Ciro eram comandadas por técnicos e pouco mais de 17% por políticos. Com essa estratégia o governador buscou aliados em setores organizados da sociedade, e adotou formas participativas de gestão.
Durante o governo de Ciro, aconteceu uma rebelião no Instituto Penal Paulo Sarasate, no Ceará. Na altura, o Arcebispo Dom Aluísio Lorscheider visitava o presídio com outros bispos para denunciar as condições do presídio. Dom Aluísio foi sequestrado por dez presos que exigiam armas e munições. Presos e reféns deixaram o presídio em um carro blindado após negociações conduzidas por Ciro. Em entrevista ao Jornal o Povo, em 2018, um dos líderes da rebelião informou que o então governador Ciro Gomes havia inclusive proposto de se colocar como refém no lugar do então Arcebispo Dom Aluísio.
Ciro, ao deixar o Governo do Estado do Ceará, recusou a pensão de governador vitalícia a que tinha direito. Já havia recusado também a pensão vitalícia de ex-prefeito de Fortaleza, combinando a negação de duas aposentadorias vitalícias. Ficou no posto entre 1991 e 1994, e foi na época o governador mais bem avaliado do Brasil segundo as sucessivas pesquisas do Datafolha.
Com as secas de 1991, 1992, e 1993, o Canal do Trabalhador foi considerada a principal realização de Ciro frente ao Governo do Ceará, tendo como objetivo imediato evitar um colapso de água em Fortaleza mediante o transporte de água do Açude Orós ao sul de Fortaleza. O canal foi construído em três meses e inaugurado em 1993, tendo 40% do seu custo financiado pelo governo federal e 60% financiado pelo governo do estado. O canal funcionou por sete meses durante as secas, e ficou desativado depois das chuvas retomarem, sendo que as obras de aproveitamento da água do canal e de irrigação anunciadas pelo governo Ciro não foram realizadas. Segundo o diretor do Sindicato dos Trabalhadores da Companhia de Água e Esgotos do Ceará, o canal teria ficado "sem utilidade".
Como governador, Ciro elevou a renda per capita do estado do Ceará de R$ 1 467,00 para R$ 1 637,00 (termos absolutos). Um aumento acumulado de 11,6%, enquanto o Brasil teve um aumento de 6,3% e o Nordeste, um aumento de 4,2%. Elevou a representação do PIB cearense de 1,65% do PIB nacional e 12,45% do PIB nordestino para 1,72% e 13,3%, respectivamente. No período, o PIB industrial do Ceará cresceu 1,38%. Saiu do Governo do Estado com 74% de aprovação, mesmo enfrentando oposição de sindicatos e movimentos sociais por ter arrochado salários e terceirizado alguns serviços públicos.
Também reduziu em 32% a taxa de mortalidade infantil e o Programa Viva Criança recebeu o Prêmio Maurice Paté da Unicef, entregue em Nova Iorque, sendo o primeiro governante latino-americano a receber o prêmio. O Programa Viva Criança, divulgado por Renato Aragão, foi iniciado em 1987 por Tasso e em seis anos levou o Ceará para as melhores posições no ranking de mortalidade infantil do país.
Ao longo de vários governos, o Ceará se fortaleceu como destino turístico no imaginário social nordestino e brasileiro. O Pacto de Cooperação, instituído em 1991, foi a representação maior dessa estratégia. Uma parceria entre a sociedade civil e o Estado com o objetivo de repensar a economia do Ceará no cenário mundial. Fizeram parte dessa estratégia o setor privado, as universidades e centros de pesquisa, todos reunidos em um grande fórum com o então governador Ciro Gomes (presidente do Pacto de Cooperação) e o Prefeito de Fortaleza, Juraci Magalhães. Ciro também foi um dos idealizadores do projeto do Centro de Arte e Cultura Dragão do Mar.

### Ministro da Fazenda (1994–1995)
Em setembro de 1994, Ciro assumiu o Ministério da Fazenda, substituindo Rubens Ricupero que foi flagrado no Escândalo da parabólica. Como ministro, uma de suas medidas foi a redução da tarifa de importação de 445 produtos.
Em uma de suas primeiras declarações como ministro, Ciro afirmou que existiam dois tipos de empresários no país: "os patrióticos, que merecem o nosso respeito, e os que sonegam, elevam os preços abusivamente e não merecem respeito de ninguém". Ciro também criticou os juros altos, e disse que o "melhor juro é o menor possível". Em entrevista ao jornal Folha de S.Paulo, afirmou que pretendia equacionar os juros de modo que eles permitissem a produção e ao mesmo tempo evitassem a imprudência de provocar o consumo, garantindo que durante sua gestão, não iria admitir formação artificial de preços e especulação. Durante sua gestão à frente da pasta, foi responsável pela Medida Provisória 794/1994, que regulamentou a Participação nos Lucros e Resultados de empresas, substituída pela MP 980/1995, no governo de Fernando Henrique Cardoso. Criou a Taxa de Juros de Longo Prazo (TJLP), com o intuito de estabelecer um índice para os empréstimos do BNDES e remunerar o PIS/Pasep, FAT, e Fundo da Marinha Mercante.
No início de novembro, em entrevista coletiva realizada em Brasília, Ciro afirmou que "estava pouco ligando se a FIESP o apoiava ou não". Disse ainda que queria "ser apoiado pela população e por sua consciência". Na mesma coletiva de imprensa, afirmou que “durante muitos anos a Fazenda esteve ao lado dos interesses inflacionários, e agora estava contra ela”. No final da entrevista, afirmou "ser o ministro da contracultura de todas as conversas fiadas criadas ao longo do tempo no Brasil".
Ainda em novembro, viajou em missão para Buenos Aires para discutir com Domingo Cavallo uma ampla pauta econômica em relação às tarifas do Mercosul e políticas de importação de automóveis. As discussões derivadas desse encontro foram institucionalizadas através do Protocolo de Ouro Preto, considerado um marco institucional para o Mercosul, e assinado por Brasil, Argentina, Paraguai e Uruguai, em dezembro de 1994, ao fim do Governo de Itamar Franco.
Entrevistado em setembro de 1995 no programa de televisão Roda Viva, Ciro criticou duramente a escolha de José Serra como Ministro de Planejamento do governo de Fernando Henrique, acusando-o de ter combatido a política cambial que sustentava o Plano Real.
Em entrevista concedida ao jornal O Estado de S.Paulo em julho de 2009, Itamar Franco afirmou que foi o grande responsável pela implantação do Plano Real, em 1994, e os principais ministros foram Rubens Ricupero e Ciro Gomes.
Ao fim do governo de Itamar, Ciro não aceitou assumir cargos na gestão de Fernando Henrique Cardoso. O Brasil teve um superávit de 3,3% do PIB naquele ano.
Enquanto Ministro da Fazenda do governo Itamar Franco, Ciro causou polêmica ao chamar de "otários" os consumidores que pagavam ágio na compra de automóveis: "Quem paga é otário e quem cobra é ladrão". Em outubro do mesmo ano, em entrevista ao programa Roda Viva, da TV Cultura, comentaria sobre a declaração:
O que eu disse é que as pessoas não deviam se permitir serem tratadas como otários. Por quê? Quem é obrigado a pagar de 70% a 100% de ágio e aceita se deixar roubar assim, aí é otário (...) Mas é bem claramente um parêntesis pequeno que vale para muito pouca gente. 

### Primeira candidatura à presidência (1998)
Foi membro do PSDB até 1996, quando filiou-se ao recém-criado PPS em setembro de 1997 (do antigo Partido Comunista Brasileiro, presidido por Roberto Freire — fundado em 19 de março de 1992), para concorrer à presidência da República em 1998.
As eleições de 1998 foram as primeiras eleições que permitiam a reeleição, além de já vir acompanhada de uma crise econômica grave, estimulada pelo equilíbrio dos preços do Plano Real. De acordo com relato do jornalista Vicente Gentilli, em 1998, Fernando Henrique e a grande imprensa “uniram-se para evitar todo debate e os jornais praticaram um jornalismo anódino, insosso e inodoro”. Ainda segundo o jornalista, a imprensa decidiu não abriu discussões sobre programas de cada candidato, suas vantagens e desvantagens.
Ciro era candidato de oposição a FHC, que, com aprovação da emenda da reeleição naquele ano, concorreria ao seu 2.º mandato consecutivo. Ciro enfrentava ainda Lula, vindo de uma forte coligação formada por PT, PDT, PCdoB, PSB e PCB. Durante a campanha, Ciro Gomes criticou a política econômica de Fernando Henrique em relação à venda do patrimônio público, à explosão das dívidas interna e externa, e à valorização artificial do real. Seu programa de governo previa a redução drástica dos juros e a adoção de um câmbio flutuante. No último mês da campanha, diante da perspectiva de Fernando Henrique vencer as eleições no primeiro turno, Ciro e Lula cessaram os ataques recíprocos e buscaram aproximar-se na oposição ao presidente. FHC foi eleito no primeiro turno, com 53% dos votos, e Ciro ficou em terceiro, com cerca de 10% dos votos. Ciro na época obteve seus melhores desempenhos nos estados do Ceará (34,23% dos votos) e Distrito Federal (27,48%). Foi o terceiro mais votado com 7 426 190 de votos, ficando atrás de Fernando Henrique Cardoso e Luiz Inácio Lula da Silva. Em 2002, disputou novamente eleições presidenciais pelo PPS, e terminou o pleito em quarto lugar com 10 170 882 de votos, atrás de Lula, José Serra e Anthony Garotinho. No segundo turno, apoiou Lula. Nessa campanha, afirmou que havia combatido a ditadura militar.
Em 1997, Ciro afirmou que o pacote econômico que vinha sendo defendido pelo Governo Federal tinha como objetivo adiar a desvalorização do real para depois das eleições. Ciro acusou o governo de aceitar a popularidade fácil do plano Real e adiar medidas importantes que ajustariam a economia de forma estrutural. Isso, segundo ele, abriria espaço para a crise. Em janeiro de 1999, no primeiro mês do segundo mandato de Fernando Henrique Cardoso, o presidente decidiu desvalorizar o real, causando uma grande fuga de capitais no Brasil. Para evitar essa fuga, o governo decidiu elevar as taxas de juros, atingindo patamares históricos de 45% ao ano. O Brasil então experimentou o maior endividamento público da sua história.
Naquele ano, não foram realizados debates. De acordo com a legislação, todos os concorrentes deveriam ser chamados para debater e se não houvesse acordo entre eles deveria ser realizado um acordo entre eles. A Globo manifestou-se por discordar dessa solução. Fernando Henrique Cardoso se recusou a participar dos debates ou fazer acordos e preferiu seguir governando o país sem debater. No dia 28 de setembro, Lula e Ciro Gomes falaram juntos sobre a importância dos debates, afirmando que o debate serve para permitir que a sociedade faça um juízo de valor. Ambos manifestaram indignação com a não realização dos debates.
Em setembro de 1998, Ciro afirmou que, apesar de repudiar o governo de Fernando Henrique, era contra qualquer tipo de ação de impeachment contra o governo e também contra as pressões para que FHC renunciasse. Ele afirmara que a oposição deveria vencer as lutas políticas no campo intelectual, e que os países da América Latina que decidiram partir para o confronto, vivenciaram batalhas civis.
Enquanto criticava duramente o governo, Ciro também buscou fortalecer sua aproximação com setores da oposição. Propôs, em reunião em abril de 1999 com Lula, a formação de um movimento suprapartidário que reunisse correntes oposicionistas em torno de um programa para as eleições de 2002. O movimento poderia ter uma candidatura única de centro-esquerda. No entanto, a proposta foi recusada por um grupo de petistas, que justificavam a negativa com o fato de Ciro ser contra o impeachment de Fernando Henrique. Ciro justificou afirmando que as propostas eram “golpistas”, e sustentou que a busca de saída para crises não comporta desrespeito às instituições de democracia consolidadas. Mesmo assim, continuou um grave crítico do governo, afirmando por exemplo, em 2002 que “Fernando Henrique não rouba, mas deixa roubar.

### Segunda candidatura à presidência (2002)
No princípio das discussões em relação aos candidatos à presidência nas eleições presidenciais de 2002, Ciro defendia uma unidade das oposições no primeiro turno para enfrentar o candidato do Governo.
Com esse propósito, conseguiu formar uma frente unindo PTB, PDT e PPS, a Frente Trabalhista. Foi um momento de muita alegria para Leonel Brizola, na época com 80 anos de idade. Na convenção nacional da Frente Trabalhista, realizada em Pindamonhangaba em junho de 2002, Leonel Brizola leu emocionado a Carta Testamento de Getúlio Vargas e disse que esperava por aquele momento por 22 anos.
Em seu programa de Governo, Ciro defendeu câmbio flutuante, controle inflacionário e estabilidade. Afirmou que não haveria rupturas de contrato do governo anterior e nem quebra de direitos já adquiridos. No plano também afirmou que o Banco Central de seu governo seria profissional e não seria presa da especulação financeira. Como medida fundamental do seu modelo de crescimento econômico, previa a elevação da taxa de poupança do país através de uma simplificação e reforma do sistema tributário, reduzindo os tributos no setor produtivo e nos salários e eliminando os privilégios da especulação financeira. Essas reformas em conjunto permitiriam, de acordo com o programa, uma elevação do salário mínimo gradativa e continuamente. As propostas de política externa do Governo eram focadas em integração da economia brasileira na economia mundial, promovendo as exportações. A política de exportação reforçaria uma política industrial, que seria potencializada com uma coordenação entre o governo e as empresas privadas. Já em 2001, o projeto previa um aumento dos contatos com China e Índia, além da União Europeia e Mercosul. Na área de Habitação, os objetivos do programa eram resolver a dificuldade da compra da casa própria, regularizar a posse de terra em bairros mais pobres, e construir casas para famílias com renda até três salários-mínimos (uma espécie de Minha Casa Minha Vida).
Ciro também afirmou acreditar que a reforma agrária deve ser “concebida e executada de forma a favorecer a expansão de uma agricultura moderna, de alto valor agregado, de porte familiar, e em regiões próprias para esse padrão de lavoura”.

#### Serra, FHC e o mercado financeiro
Já em meados de outubro de 1999, os investidores internacionais começaram a se assustar com o debate em relação a dívida brasileira protagonizada por Ciro Gomes. Quando Ciro iniciou os debates a respeito da renegociação da dívida brasileira (extensão do prazo e redução das taxas de juros), gestores financeiros declararam para o The New York Times que “essa seria uma ideia maluca que poderia paralisar a economia, criaria fuga de capitais e traria o risco de inflação”.
Entre 2001 e 2003, com o crescimento da candidatura de Ciro Gomes associado a um período de aprofundamento da crise econômica provocada pela alta do dólar, a desvalorização da bolsa de valores, e o aumento dos riscos do Brasil indicado por agências de avaliação de risco internacional, os investidores ficaram ainda mais preocupados com um possível segundo turno disputado entre Lula e Ciro Gomes. Essa possibilidade foi profundamente explorada pelo PSDB e pelo governo, que vinculou durante a sua campanha, as possibilidades de vitória de Ciro Gomes ao agravamento da situação econômica. Na época, de acordo com a Folha de S.Paulo, FHC trabalhava com duas opções: (1) ou deixar evidente que, caso Serra não chegue no segundo turno, seu candidato seria Lula, argumentando que Lula era uma alternativa mais segura, ou (2) se Ciro moderasse sua posição em relação ao mercado financeiro, FHC adotaria neutralidade no segundo turno.
Foi nessa época que Lula decidiu acalmar o setor financeiro e abocanhar o apoio do setor. No dia 19 de agosto de 2002, Lula se encontrou com a direção da FIESP (Federação da Indústrias de São Paulo), da Bolsa de Valores e da FEBRABAN (Federação Brasileira de Bancos), e apresentado como futuro presidente do Brasil. Garantiu, na altura, que não atacaria banqueiros durante a campanha e que no seu governo os bancos continuariam ganhando dinheiro. Na reunião, Lula comparou sua relação com a FEBRABAN com o início do namoro com a esposa Marisa. Enquanto isso, Ciro Gomes buscava, com o apoio de Tasso Jereissati, apoio entre empresários notáveis do setor nacional, como Carlos Sicupira (sócio da Ambev e das lojas Americanas), Ricardo Steinbruch (da Vicunha e da CSN) e Flávio Rocha (da Riachuelo).
Com suas chances de vitória reduzida, e com aliados defendendo que Ciro renunciasse e apoiasse Lula, Ciro resistiu a pressão. No primeiro turno Lula venceu com 46% dos votos, Serra ficou em segundo com 23%, Garotinho em terceiro com 18% e Ciro Gomes em quarto com 12%.

### Ministro da Integração Nacional (2003–2006)

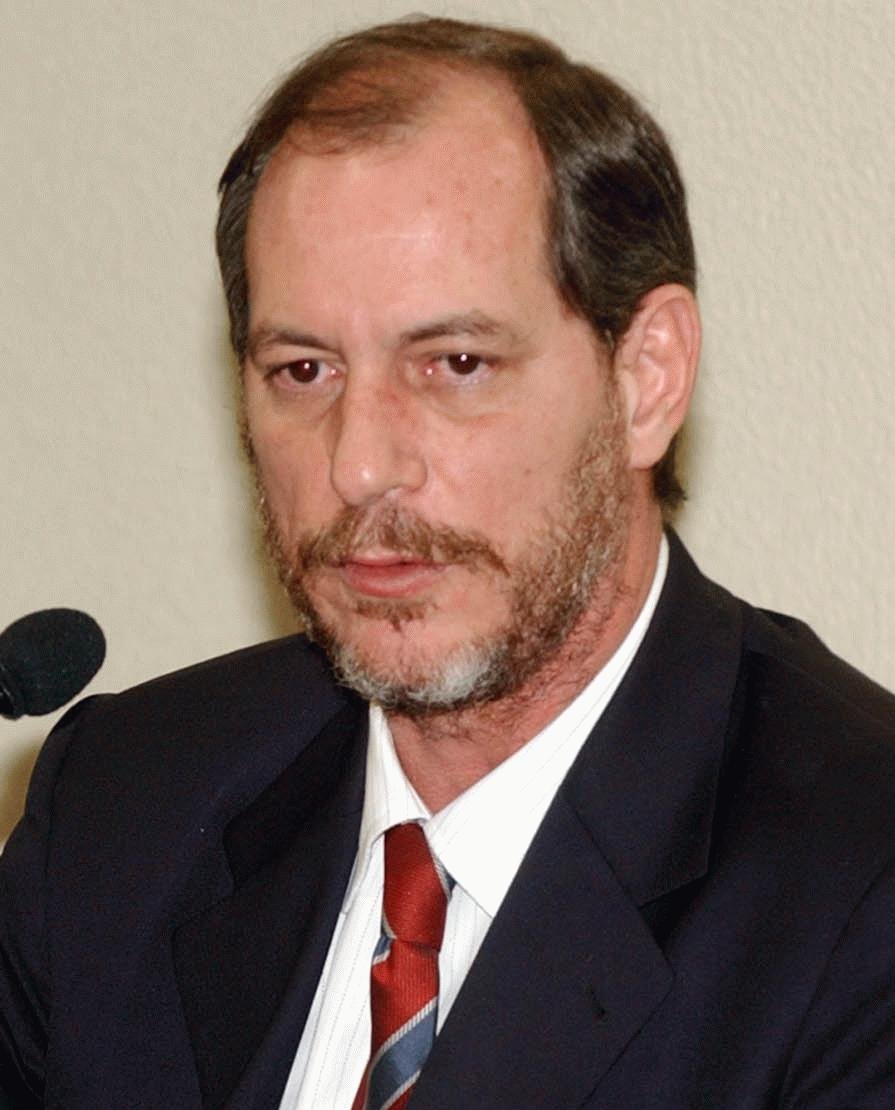
Ciro em 2004, quando comandava o Ministério da Integração Nacional do Governo Lula (2003–2011)

Escolhido por Lula para comandar o Ministério da Integração Nacional, Ciro tinha como objetivo algumas tarefas de infraestrutura, principalmente na área de infraestrutura hídrica, mas a grande tarefa era articular iniciativas de todas as esferas do governo, visando equilibrar o desenvolvimento desigual no território brasileiro àquela época. As principais ações de Ciro Gomes frente ao Ministério foram a revitalização da SUDENE e da SUDAM, e avançar com a transposição do rio São Francisco. Ainda em seu primeiro ano à frente do ministério, Ciro foi admitido pelo presidente Lula à Ordem do Mérito Militar no grau de Grande-Oficial especial.

#### Reinauguração da SUDENE e da SUDAM
Uma das promessas de Lula durante sua campanha era a recriação dos órgãos de desenvolvimento, visando retomar o papel estratégico do estado brasileiro. Ciro afirmou na época que o gap entre população e produção do PIB das regiões norte e nordeste do Brasil precisavam ser reduzidos. A proposta elaborada pelo Ministério da Integração Nacional faria com que a SUDAM e a SUDENE fossem geridas por conselhos deliberativos formados pela sociedade civil, governos estaduais, empresários, trabalhadores, ministros de estado e membros de agências de crédito. Isso teria como objetivo blindar as instituições contra corrupção, e os riscos dos empreendimentos seriam assumidos pelos operadores financeiros privados. O projeto de lei que recriava as agências ficou pronto em 2003, mas o seu funcionamento dependia de aprovação do Fundo Nacional de Desenvolvimento Regional. A aprovação do fundo, no entanto, foi duramente negociada com governadores e suas bancadas no congresso. Os acordos feitos foram classificados por Ciro como um equívoco de projeções históricas, e os recursos deveriam ser utilizados em projetos de infraestrutura sob coordenação federal.

#### Transposição do rio São Francisco

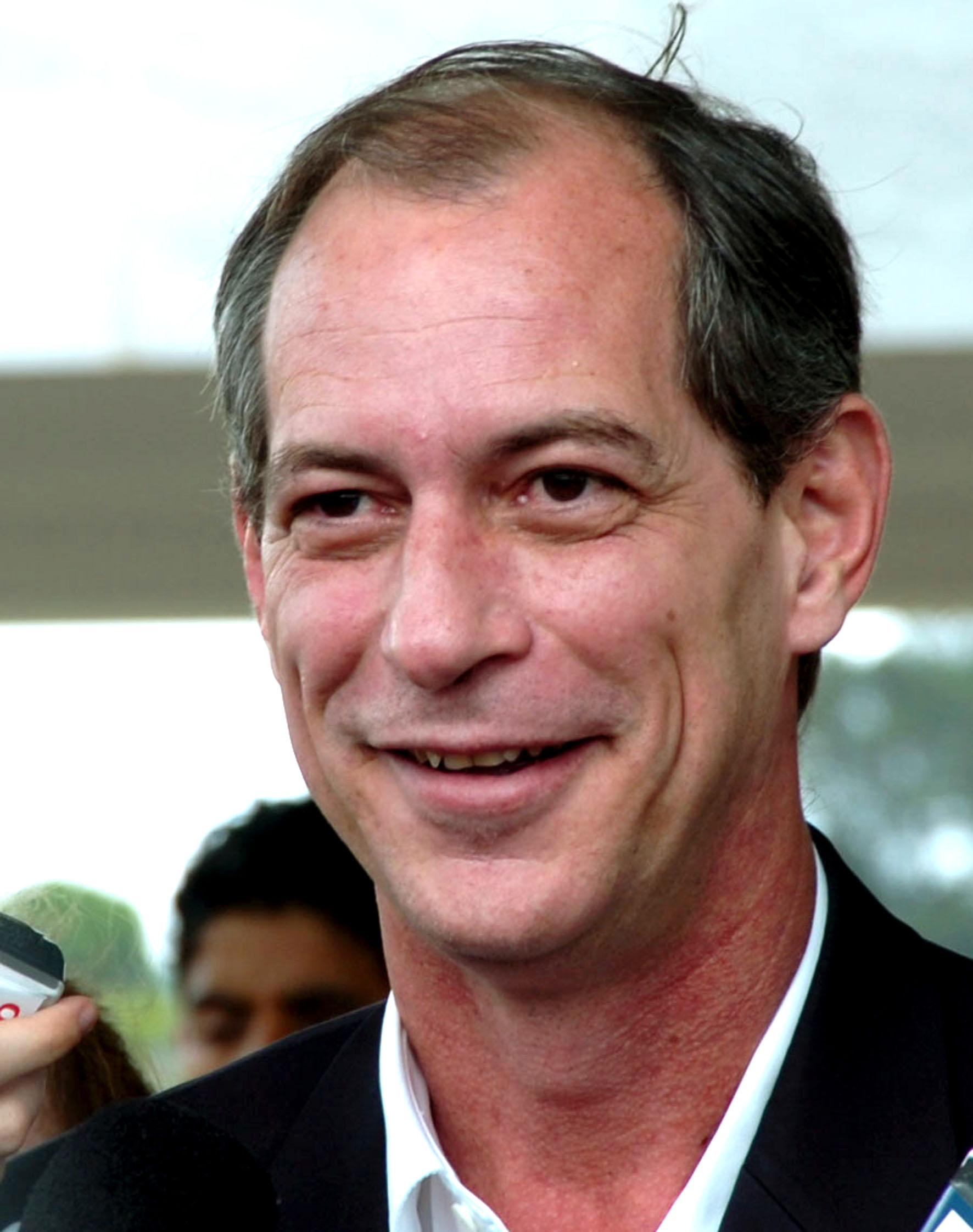
Ciro Gomes em outubro de 2006

Ciro também foi o responsável por uma das maiores iniciativas do Governo Lula, o projeto de transposição do rio São Francisco. Com um custo inicial estimado em 4,5 bilhões de reais em sua primeira etapa, foi considerada a obra de maior impacto do governo. O projeto consistia na implantação de dois canais somando 700 quilômetros de extensão, desviando entre 1% e 2,5% das águas do Rio São Francisco para irrigar o nordeste. As previsões apontavam para uma população de cerca de doze milhões de pessoas beneficiadas nos estados de Pernambuco, Paraíba, Rio Grande do Norte e Ceará.
O projeto causou muita controvérsia e debates polêmicos. Críticos afirmavam que o fato de o projeto também prever possível utilização de água para irrigação, beneficiaria a agroindústria e os proprietários de terra. Defensores do projeto diziam que o projeto era prioritário para dessedentação animal e abastecimento humano, e por consequência poderia ocasionalmente também levar água para dar mais potencial para a agricultura do semiárido. Ciro defendia que as regiões beneficiadas não possuíam rios perenes, e isso justificava transportar água para esses locais.
Em março de 2006, Ciro renunciou ao cargo de Ministro da Integração Nacional para concorrer à Câmara dos Deputados pelo estado do Ceará. A candidatura ocorreu devido à chamada "cláusula de barreiras" que minava partidos políticos que não tivessem pelo menos 5% de votos em âmbito nacional. Seu nome passou na época a ser inclusive cogitado para ser vice da chapa que lançaria Lula a reeleição em outubro. No entanto, a estratégia foi lançar Ciro a Câmara dos Deputados, onde obteve uma votação recorde e ajudou o partido a aumentar a sua representação no congresso. Ciro quis "salvar" o PSB da degola política e se candidatou, pois sabia que teria ampla votação. Caso contrário, ele estaria na disputa pelo governo do Ceará ou como candidato a vice-presidente na chapa com Luiz Inácio Lula da Silva. Ciro se mostrou relutante a ser parceiro de chapa de Lula. Foi eleito o deputado federal proporcionalmente mais votado do Brasil com mais de 16,19% dos votos. Seu irmão, Cid Gomes, foi eleito governador do Ceará no mesmo ano.

### Deputado federal (2007–2010)
Em outubro de 2006, Ciro foi candidato a deputado federal pelo PSB. Elegeu-se o deputado proporcionalmente mais votado do país, com 667 830 votos. Em valores absolutos, foi o segundo mais votado no país, ficando atrás apenas de Paulo Maluf.
Durante a legislatura, Ciro participou com destaque no começo da legislatura das articulações para eleição de presidente da Câmara dos Deputados. Na época, Ciro apoiou Aldo Rebelo (PCdoB-SP). O PT e o PMDB lançaram o nome de Arlindo Chinaglia (PT-SP), e PSDB lançou Gustavo Fruet (PSDB-PR), com o apoio da oposição. Chinaglia venceu no segundo turno.
Para contrapor a hegemonia do Partido dos Trabalhadores, Ciro Gomes e Aldo Rebelo formaram um bloco composto por PSB, PDT e PCdoB. Ciro integrou a Comissão de Constituição e Justiça e de Cidadania da Câmara, as Comissões Especiais sobre Crise Econômico-Financeira e sobre as atividades de exploração e produção do pré-sal, além ter sido membro do grupo de trabalho de consolidação das leis brasileiras.
Defendeu veementemente a prorrogação da CPMF, o Programa de Aceleração do Crescimento, e a transposição do rio São Francisco.
Em 22 de abril de 2008, afirmou em sabatina da Folha que poderia se candidatar à presidência do Brasil em 2010. Já em 18 de junho de 2009, admitiu ponderar sobre candidatura ao cargo de governador do estado de São Paulo, mas acabou não se candidatando a nenhum cargo público nas eleições seguintes.
Durante os quatro anos como deputado federal, Ciro Gomes não apresentou nenhum projeto de lei ou proposta de emenda constitucional, faltou a aproximadamente metade das sessões em plenário, e ignorou reuniões das comissões.

#### Banco do Nordeste
Em 2007, foi divulgado que Victor Samuel Cavalcante da Ponte, amigo pessoal de Ciro e responsável pela arrecadação da campanha dele e de seu irmão Cid Gomes em 2006, e diretor-administrativo do Banco do Nordeste, respondia a processo administrativo por reduzir, por meio de acordo, sem possuir os poderes legais, uma dívida do banco com a empresa Frutas do Nordeste do Brasil S.A. (Frutan) de 65 milhões para 6,6 milhões de reais. Na época do acordo, Ciro havia enviado cartas a empresários dizendo que Ponte falava em seu nome e de seu irmão em relação à contribuição para suas campanhas políticas. Ciro Gomes informou que nunca interveio nas operações do banco e que ligar seu nome ao caso "é forçar notoriamente a barra".

#### Eleições de 2010
Sobre a eleição presidencial de 2010, a priori, Ciro declarou em 2009 que, se o então governador de Minas Gerais Aécio Neves disputasse a presidência, sua candidatura não seria mais necessária, uma vez que a presença do tucano seria muito importante para o país.
| “ | O Aécio pode convocar todos os brasileiros, decentes, de todos os partidos, que é como ele faz em Minas Gerais e celebrar um projeto de país, que dê avanço ao que o presidente Lula representou. | ” |

Em junho de 2017, Ciro declarou que [Aécio] foi uma das mais profundas decepções de sua vida pública e declarou os episódios protagonizados por Aécio Neves como "absolutamente chocantes".
| “ | [Aécio] Para mim foi uma das mais profundas decepções da minha vida pública. O jornalismo mineiro sabe da minha relação antiga de amizade com o Aécio, apesar de divergências de um tempo para cá incontornáveis. Mas eu ajudei o Tancredo Neves na eleição do Colégio Eleitoral ainda já como deputado estadual, e conheço o Aécio desde então, jovem secretário particular do Tancredo. Para mim, é absolutamente chocante e talvez a maior decepção que já tive na minha longa vida pública. | ” |

Em entrevista ao Estadão, em fevereiro de 2010, Ciro afirmou que, caso não fosse candidato a presidência da República não seria candidato a deputado, e disse que não tinha pretensão de ser governador de São Paulo. Segundo ele, a política não deve ser um meio de vida. Durante as eleições do ano de 2010, Ciro Gomes foi cogitado como candidato ao Governo Estadual de São Paulo. O PSB, sob liderança de Eduardo Campos estipulou metas de crescimento estadual da legenda e Ciro Gomes teve sua pré candidatura preterida e o partido apoiou a então Ministra-Chefe da Casa Civil, Dilma Rousseff na eleição presidencial. O Partido dos Trabalhadores fez uma pressão muito grande para que ele abandonasse a sua candidatura à presidência da República e afirmou na época que “enquanto o PT queria que eu fosse candidato em São Paulo para fortalecer a Dilma, que precisava de palanque forte lá, eu era a melhor das criaturas, mas agora o PT me trata como a pior das criaturas”.
Em outubro de 2010, Ciro Gomes foi anunciado por Dilma Rousseff como coordenador de campanha. Embora tenha feito críticas à aliança entre o PT e o PMDB, chegando a referir-se a Michel Temer, vice da chapa de Dilma, como "chefe" de "ajuntamento de assaltantes", Ciro declarou apoio no segundo turno. Naquele momento, ele preferiu não disputar nenhum cargo eletivo. 

#### Denúncias infundadas
Em 2010, a revista Veja divulgou uma investigação da Polícia Federal sobre o suposto desvio de 300 milhões de reais de verbas do Ministério da Integração Nacional, entre 2003 e 2009, quando Ciro era o titular da pasta, para financiar campanhas políticas. A revista também alegou o suposto envolvimento de Cid Gomes e do político cearense Zezinho Albuquerque no esquema de desvio de recursos. O esquema contaria também com a participação do empresário Raimundo Morais Filho, segundo ele próprio afirmou aos seus advogados, em vídeo obtido pela revista Época. A Polícia Federal emitiu uma nota oficial negando a investigação de Ciro Gomes ou de seu irmão Cid. Revelou ainda que a investigação publicada pela revista corria em segredo de justiça. Em nota, a revista afirma que apesar dos irmãos não serem o alvo da operação, seus nomes constariam nos documentos citados na nota da Polícia Federal, o que confirmaria a reportagem da revista. Em entrevista de 2013 Ciro afirmou que a armação contra ele foi desmontada pelo Ministério Público, revelando como responsáveis pela fraude "Moraisinho" (Raimundo Morais Filho) e um genro do ex-prefeito de Maracanaú, Roberto Pessoa. Afirmou ainda que Morais teria feito delação premiada entregando Roberto Pessoa e o ex-governador Lúcio Alcântara como responsáveis pela armação, e que ambos estariam sendo processados por ele, sendo este último "o único adversário político que eu processei na vida".

### Secretário de Saúde do Ceará (2013–2014)
Em 9 de setembro de 2013, Ciro foi nomeado secretário estadual de Saúde do Ceará pelo seu irmão e então governador Cid Gomes. Sobre uma possível prática de nepotismo, o STF já havia se manifestado quatro anos antes, decidindo que poderia ser mantido no cargo de Chefe de Gabinete do Executivo, Ivo Gomes, um outro irmão também nomeado por Cid Gomes na época. Segundo a Justiça cearense, a nomeação de Ciro Gomes, assim como a anterior, não contrariaria a Súmula Vinculante n.º 13, com a nomeação de parente para o exercício de cargo eminentemente político.

### Presidente da Transnordestina e diretor da CSN (2015–2016)
Em 3 de fevereiro de 2015, Ciro Gomes foi contratado como Diretor da Transnordestina Logística S/A. A empresa é subsidiária da Companhia Siderúrgica Nacional (CSN), sociedade empresária privatizada em 1993. Segundo informações divulgadas à imprensa, seu principal desafio no comando da entidade seria a conclusão da Transnordestina, ferrovia que ligaria o Porto de Pecém, no Ceará, ao Porto de Suape, em Pernambuco. A obra ferroviária, após sucessivos adiamentos, teve a entrega marcada para o final do ano de 2016.
Durante quase dezoito meses, Ciro Gomes foi o "número um" na hierarquia da Transnordestina. Durante sua gestão a obra evoluiu em cerca de 1% de conclusão/mês. Sob seu comando, a obra contava com aproximadamente quatro mil empregados nas fases de baixa execução, e dez mil empregados nas fases mais aceleradas do processo.
Segundo a assessoria de imprensa de Ciro, ele saiu da Transnordestina para evitar que "perseguições políticas", devido à sua posição contra o governo interino de Michel Temer, "interferissem" no andamento da obra.
Em 16 de setembro de 2015, após breve passagem pelo Partido Republicano da Ordem Social (PROS), filiou-se ao Partido Democrático Trabalhista (PDT). No discurso de filiação, em evento realizado em Brasília, Ciro relembrou e elogiou Leonel Brizola. No final de agosto de 2015, afirmou, em entrevista ao jornalista Paulo Henrique Amorim, que poderia vir a ser candidato nas eleições presidenciais de 2018.

### Oposição ao governo Temer (2016–2018)
Ao longo dos meses de tormenta no cenário político brasileiro, Ciro Gomes deu diversas entrevistas na mídia nacional, além de realizar palestras e participar de atos públicos. Em uma entrevista à jornalista Mariana Godoy, ele classificou o presidente Michel Temer como “capitão do golpe” e o maior interessado na derrubada do governo de Dilma. Afirmou também que Michel Temer era “sócio íntimo” do ex-presidente da Câmara dos Deputados, Eduardo Cunha.[carece de fontes?]

#### Defesa e críticas à Operação Lava Jato
No começo de 2016, Ciro defendeu a investigação contra Lula na Operação Lava Jato, mas criticou a ação da Polícia Federal, embora tenha defendido o ex-presidente no caso do mensalão em 2005. Durante o processo de impeachment de Dilma Rousseff, ao ser indagado por um manifestante sobre a suposta inocência do ex-presidente Lula, Ciro respondeu: "Inocente nada, o Lula é um merda". Em junho de 2016, Gomes criticou a decisão pretérita de Dilma Roussef de indicar Lula como Ministro da Casa Civil, para supostamente evitar a prisão do ex-presidente. Segundo ele, isso foi "um disparate". Ciro afirmou que ao invés de usar o aparato presidencial, caso se observasse uma possibilidade de prisão arbitrária, poder-se-ia formar um grupo de juristas para preparar uma defesa do ex-aliado e então sequestrá-lo até uma embaixada. Em 9 de outubro de 2016, participou do III Festival Piauí GloboNews de Jornalismo, em uma entrevista repleta de comentários polêmicos. Afirmou que Lula estava no fim de um ciclo político e que ele "brincou de Deus e se queimou". Ciro também criticou por várias vezes Eduardo Cunha, o chamando de "ladrão" e disparou comentários contra Fernando Henrique Cardoso, Aécio Neves, José Serra, dentre outros políticos. Ciro também disparou contra o presidente Michel Temer o chamando de "golpista salafrário" e voltou a criticar Lula, afirmando que ele "botou um canalha de vice da Dilma, um picareta", referenciando a Temer.
Em março de 2017, em entrevista ao jornalista Luis Nassif, Ciro Gomes comentou as supostas arbitrariedades da Lava Jato e a polêmica condução coercitiva do blogueiro Eduardo Guimarães, por ordem do juiz Sergio Moro. A razão da condução seria para prestar esclarecimentos sobre a revelação antecipada em seu blog, da ordem judicial de Moro para a condução coercitiva do ex-presidente Lula no ano anterior. O objetivo da condução do blogueiro seria principalmente obter o nome da fonte que repassou a informação. Em resposta às críticas sobre esta ação, que poderia ter ferido o artigo V da Constituição, que diz ser "assegurado a todos o acesso à informação e resguardado o sigilo da fonte, quando necessário ao exercício profissional", a Justiça paranaense declarou em nota que "a proteção constitucional ao sigilo de fonte protege apenas quem exerce a profissão de jornalista, com ou sem diploma", e que "as diligências foram autorizadas com base em requerimento da autoridade policial e do MPF de que Carlos Eduardo Cairo Guimarães não é jornalista, independentemente da questão do diploma, e que seu blog destinava-se apenas a permitir o exercício de sua própria liberdade de expressão e a veicular propaganda político-partidária". Citando estes fatos, Ciro Gomes, na entrevista a Nassif, afirmou também que a ação feriu a Constituição, e que se Moro tentasse prendê-lo, receberia a "turma dele na bala, caso não tivesse feito nada de errado". Dias depois, em entrevista ao jornalista Paulo Henrique Amorim, no blog Conversa Afiada, Ciro tentou explicar sua polêmica declaração na entrevista a Nassif: "E se o juiz Moro resolvesse ter amanhecido na casa do William Bonner (apresentador do Jornal Nacional, da TV Globo) para conduzí-lo coercitivamente sem nenhum tipo de explicação, só para constrangê-lo a dar uma fonte? Como as pessoas reagiriam? Se eu não fiz nada errado, não posso ser preso".

### Terceira candidatura à presidência (2018)

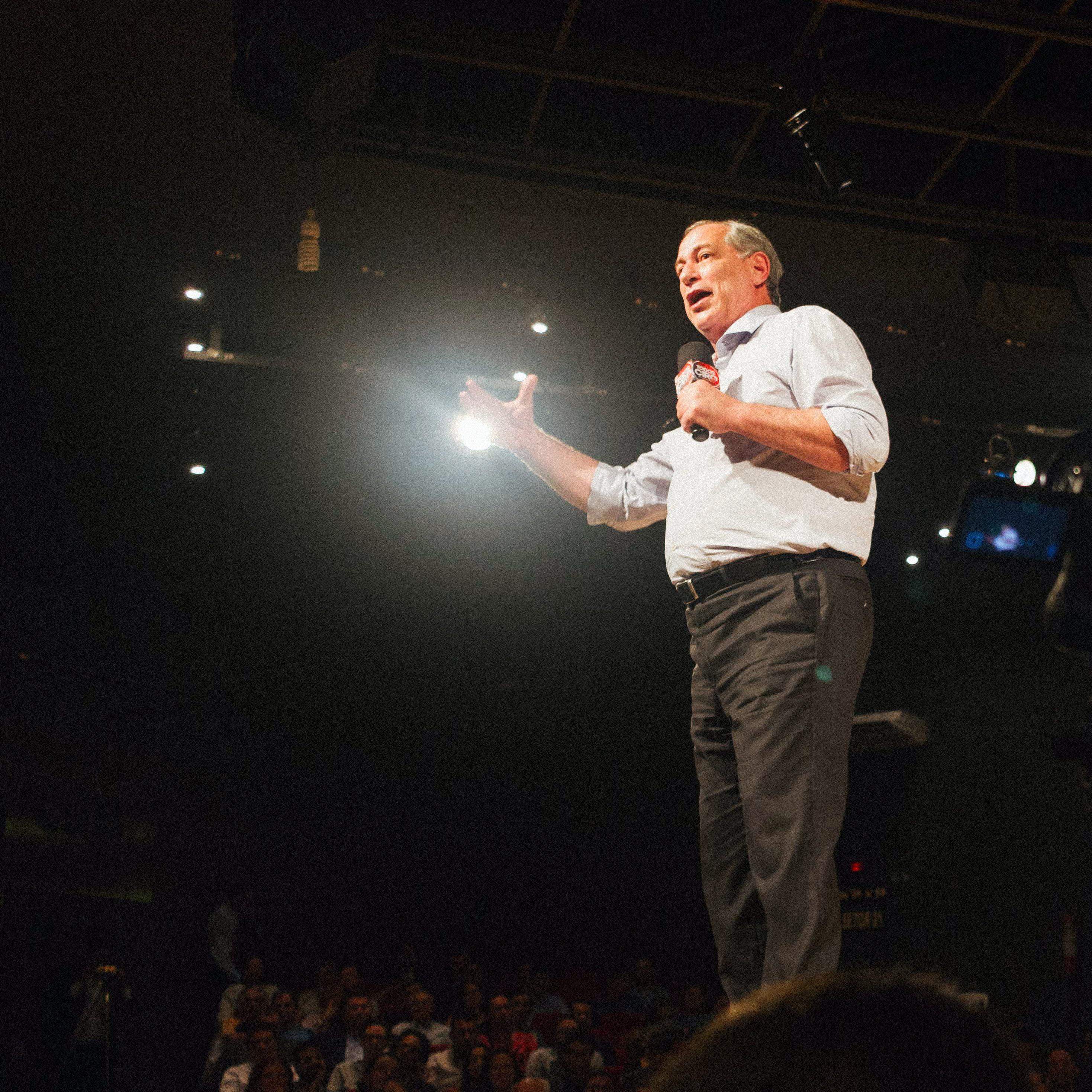
Ciro Gomes em palestra em março de 2018

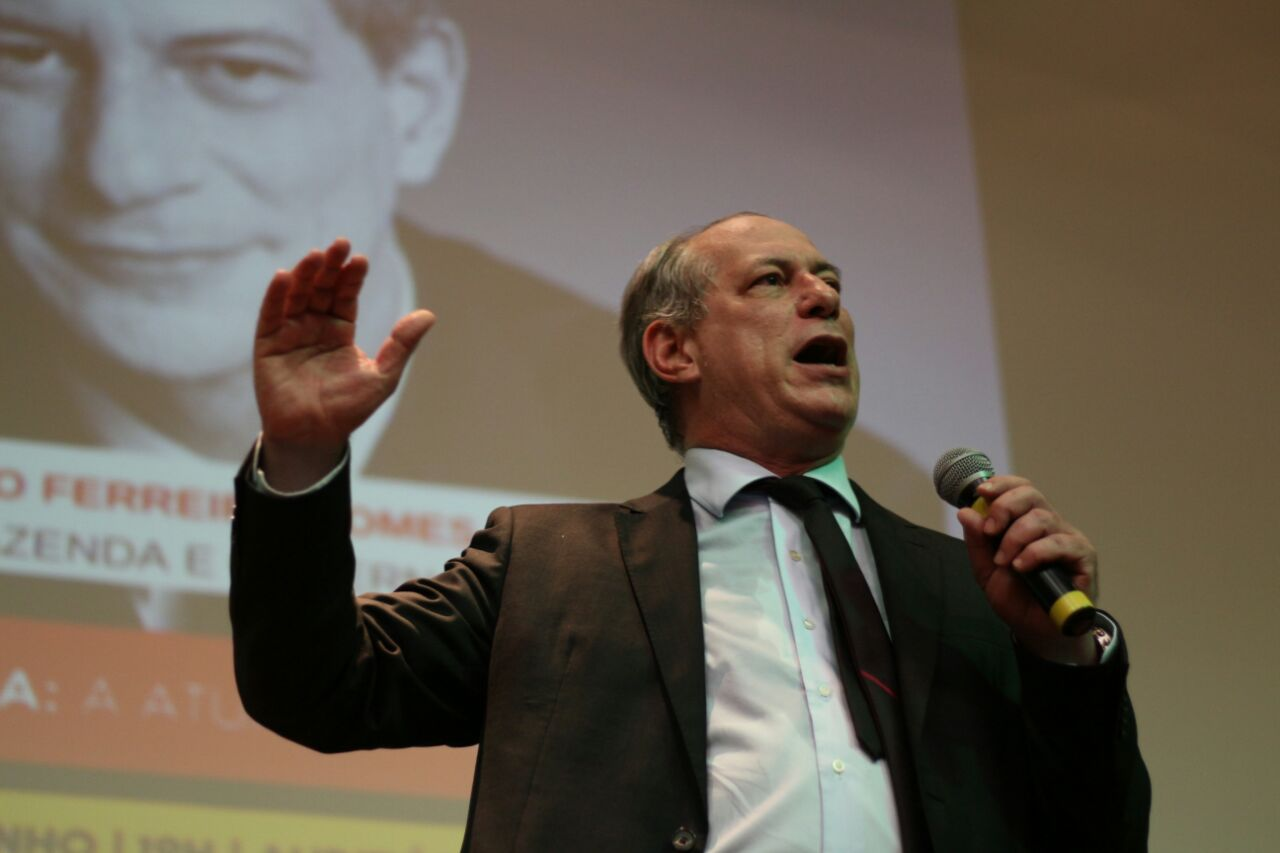
Ciro Gomes na abertura da II Semana de Políticas Públicas da UFABC

Em dia 22 de janeiro de 2016, Carlos Lupi, presidente nacional do PDT, confirmou no Encontro Nacional do partido que Ciro Gomes seria pré-candidato à Presidente da República em 2018. A campanha de Ciro Gomes para a eleição presidencial no Brasil em 2018 foi oficializada em 20 de julho de 2018, em Brasília, tendo como vice na chapa a senadora do Tocantins Kátia Abreu. A chapa com os dois foi oficializada em 6 de agosto de 2018, também em Brasília, como uma chapa "puro-sangue" (no jargão político) pelo PDT.
Em 7 março de 2018, Ciro convidou o professor da Fundação Getúlio Vargas, Nelson Marconi, para a sua equipe de governo, em evento realizado pela Plataforma TodosComCiro, em Brasília. Na mesma semana, Gomes anunciou que além de Nelson Marconi, sua equipe seria composta pelo professor Mangabeira Unger, da Universidade de Harvard, e pelo professor Mauro Benevides Filho, da Universidade Federal do Ceará e Secretário da Fazenda do estado. Ciro encontrou-se com FHC ainda em janeiro daquele ano, propondo a centralização do câmbio e uma política de alianças mais voltadas para setores da centro-esquerda. Na reunião, Ciro defendeu uma adoção de controle sobre a fuga de capitais, e afirmou que "quem estava sangrando o Brasil eram os brasileiros endinheirados". 
Um dos principais pontos defendidos por Ciro Gomes na campanha foi a renegociação da dívida interna, visando o alongamento da dívida e a redução das taxas de juros, associados a um aumento de poupança interna e a um novo pacto fiscal para o país. A campanha contou ainda com a proposta de limpar o nome de devedores no Serviço de Proteção ao Crédito, designada "Nome Limpo", que foi alvo de críticas.
Ciro terminou como o terceiro colocado na eleição presidencial, com mais de 13 milhões de votos (12,47%). Seu partido, o PDT, elegeu 28 deputados federais e dois governadores.

### Oposição ao governo Bolsonaro (2019–2022)
Após o término das eleições em 2018, e o não alinhamento a nenhum dos candidatos do segundo turno, Ciro passou a articular a formação de um grupo de oposição de centro-esquerda ao governo do presidente eleito Jair Bolsonaro, com diversos partidos, visando estabelecer um contraponto à oposição do Partido dos Trabalhadores, derrotado no segundo turno.
Em abril de 2019, Ciro apresentou, em um evento na cidade do Rio de Janeiro, uma avaliação técnica dos primeiros cem dias do governo de Jair Bolsonaro. No evento, apresentou gráficos e dados sobre a atuação governamental, criticando principalmente a atuação na política externa. Batizado pelo PDT de Observatório Trabalhista, a análise passou a ser atualizada trimestralmente, e disponibilizada na internet ao cidadão, visando o acompanhamento do desempenho da presidência pela oposição.
Em dezembro de 2019, Ciro mencionou em uma entrevista à Deutsche Welle ter terminado de preparar o seu quarto livro, e que já estaria na editora. Segundo ele, o tema do livro é a "construção de uma proposta concreta, audaciosa e algo irrealista, com propostas de caminhos para realizar". Na entrevista, fez duras críticas ao governo de Bolsonaro, afirmando que ele não chegaria ao final do mandato.

Eu tenho repetido um palpite meu de que ele [Bolsonaro] não termina o governo. Em socorro desse palpite, tenho dois argumentos. Na nossa história moderna, só três presidentes terminaram o mandato: Fernando Henrique, Lula e Juscelino Kubitschek. Os três passaram por mal [sic] bocados e tentativas de golpe só para manter a regra, mas conseguiram escapar. Todos os outros tiveram seus mandatos interrompidos. A segunda razão é o desastre que é o Bolsonaro, pessoalmente, sem o mínimo preparo para arbitrar as gravíssimas contradições do ato de governar em si, sobretudo no Brasil, no epicentro da pior crise econômica da nossa história.— Ciro Gomes, em entrevista à Deutsche Welle.
No dia 22 de abril de 2020, Ciro Gomes entrou com pedido de impeachment contra Bolsonaro por crimes de responsabilidade, insurgência contra o direito à saúde e crimes contra a segurança nacional. Ele lançou seu livro "Projeto Nacional — O Dever da Esperança" oficialmente no mês de junho, de forma online devido à pandemia de COVID-19, atingindo o #1 de vendas na loja brasileira da Amazon.
Em 27 de janeiro de 2021, seu partido PDT protocolou novo pedido de impeachment contra Bolsonaro, junto com outros partidos de oposição, por descumprimento da lei de medidas emergenciais contra a pandemia. Já em março, o partido entrou com um pedido à PGR de interdição do presidente, alegando falta de capacidades mentais plenas para continuar a exercer do cargo. No mesmo mês, foi revelado que Ciro Gomes havia virado alvo de inquérito da Polícia Federal, a pedido do próprio Bolsonaro, por "suposto crime contra a honra do presidente".
Em 7 de setembro de 2021, frente à crescente ameaça às instituições representada pelas manifestações bolsonaristas, marcadas para o mesmo dia, Ciro realizou um pronunciamento em suas redes sociais, pedindo cautela, e afirmou que o grupo de Bolsonaro "quer naufragar de vez o país". Ainda no mesmo mês, Ciro participou de manifestação de rua em São Paulo, pedindo o impeachment do presidente, estando presente também em atos no mês de outubro.

#### Operação Colosseum
No dia 15 de dezembro de 2021, Ciro e seu irmão Cid foram alvos de um mandato de busca e apreensão da Polícia Federal e tiveram sigilos bancário, fiscal e telefônico quebrados na Operação Colosseum. A investigação se baseou em uma delação premiada de executivos da Galvão Engenharia para apurar um suposto esquema de corrupção que envolvia as obras da Arena Castelão entre os anos de 2010 e 2013, parte de inquérito de 2017. Em nota, Ciro afirmou que a ação era abusiva e que não teve nenhuma relação com a obra, uma vez que não ocupava nenhum cargo público relacionado a ela, e que o Castelão "foi o estádio da Copa com maior concorrência, o primeiro a ser entregue e o mais barato construído para Copas do Mundo desde 2002". Ciro acusou o Presidente da República Jair Bolsonaro de usar a PF para persegui-lo politicamente e danificar sua pré-candidatura, o que o presidente negou. A cúpula do órgão negou a tradicional coletiva de imprensa posterior e classificou a operação como "lavajatista".
A operação foi criticada por juristas através de nota publicada assinada por 19 advogados e professores de direito, incluindo ex-secretários e ex-ministros da Justiça. Na nota, os juristas classificam a operação como: "uso descabido do sistema judicial como forma de perseguição política". A nota sustenta que os mandados de busca e apreensão devem causar incômodo em quem cultiva o Estado Democrático de Direito.
Depois de cerca de dois meses da Operação Colosseum, o Tribunal Regional Federal da 5ª Região (TRF-5) acatou por unanimidade pedido do ex-ministro Ciro Gomes, que solicitava a anulação da busca e apreensão realizada em sua residência. O desembargador Rubens Canuto, relator do pedido de Gomes, considerou a "ausência da contemporaneidade" e questionou a "probabilidade de se encontrar provas dez anos depois do fato".

### Quarta candidatura à presidência (2022)

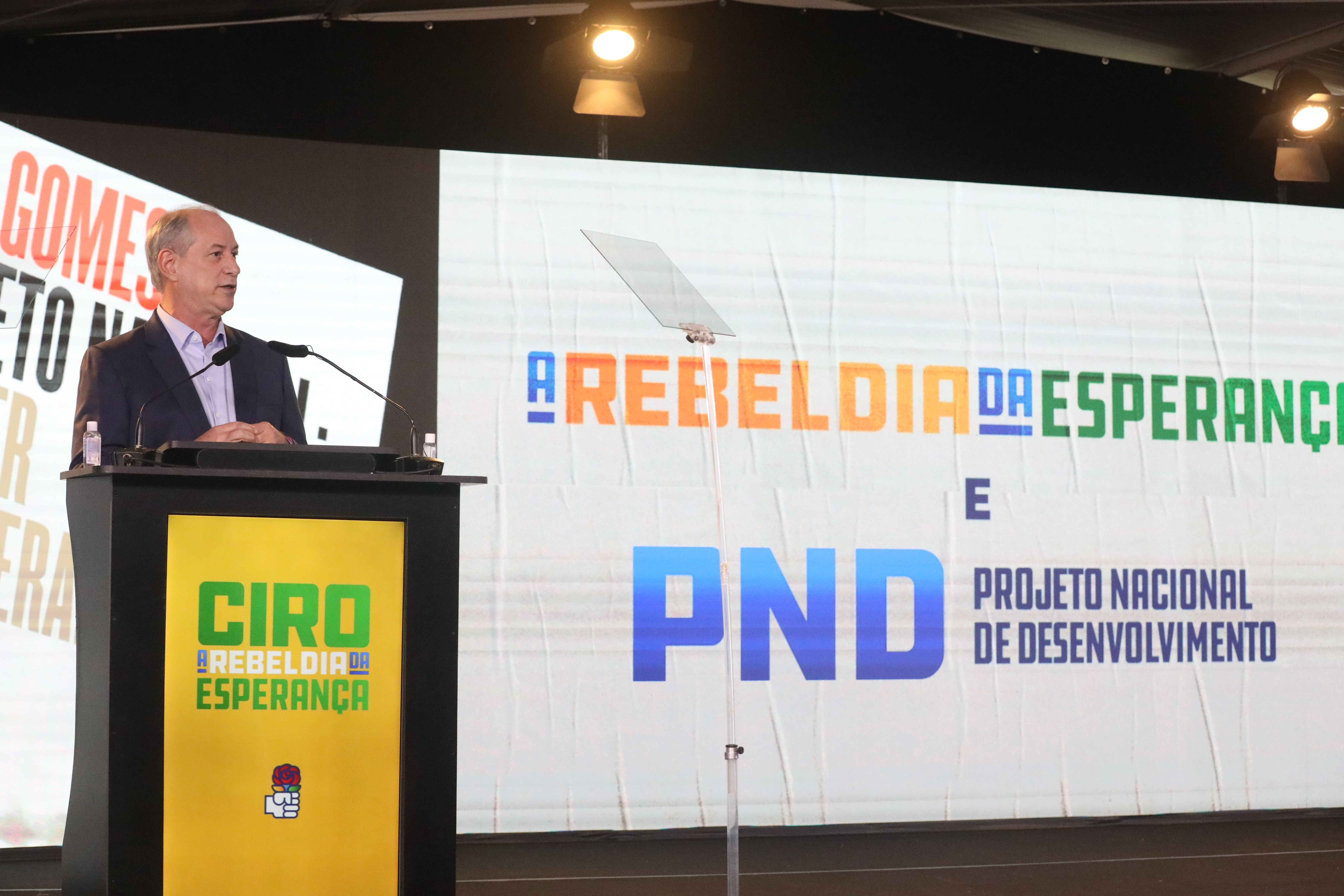
Ciro Gomes no evento de lançamento de sua pré-candidatura à presidência da República em 21 de janeiro de 2022, na sede do PDT, em Brasília

No dia 21 de janeiro de 2022, Ciro Gomes realizou em Brasília o lançamento de sua pré-candidatura à presidência do Brasil. No evento, defendeu, entre outras propostas, a reindustrialização do Brasil e uma política fiscal para fortalecer a capacidade do Estado em induzir os investimentos por fora do teto de gastos.
Durante a campanha, tentou furar a polarização existente entre Lula e Bolsonaro, com críticas a ambos os candidatos, mas afirmou que o seu maior objetivo era "mudar o modelo econômico vigente". No entanto, terminou a eleição em quarto lugar, obtendo apenas 3% dos votos, seu pior resultado em eleições presidenciais.

### Ostracismo e retorno ao debate político (2023–presente)
Após um período afastado do debate político nacional, Ciro Gomes retornou em julho de 2023 com uma newsletter semanal com análises políticas e econômicas, chegando a afirmar que descartava futuras candidaturas a cargos públicos. O político também mantém ativo o seu canal no YouTube, que em outubro de 2023 contava com mais de 600 mil seguidores. Em fevereiro de 2024, Ciro revelou ter voltado a atuar como advogado, sua primeira profissão, sendo colaborador do escritório Porto Advogados, em São Paulo.
A partir de 2025, pesquisas de intenção de voto preliminares feitas sobre a próxima eleição para presidente do Brasil mostraram que Ciro Gomes era o nome que mais crescia em um cenário sem as candidaturas de Lula e Bolsonaro. Entretanto, o político não se manifestou sobre o assunto, focando em seu trabalho como advogado e palestrante.

### Retorno ao PSDB
Em agosto de 2025, Ciro acertou o seu retorno ao Partido da Social Democracia Brasileira (PSDB), 28 anos após ter deixado o partido. A filiação tem como intuito a disputa das Eleições de 2026 no estado do Ceará, onde ele tem manifestado interesse em concorrer ao cargo de Governador.

## Carreira universitária

### Professor universitário

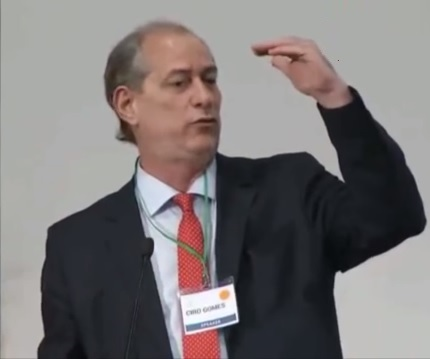
Ciro Gomes discursa na "Brazil Conference", evento organizado pelos alunos da Universidade de Harvard e do MIT, em Cambridge, Massachusetts, Estados Unidos

No ano de 1985, Ciro Gomes foi professor de Direito Tributário na Unifor (Universidade de Fortaleza) e em 1979 foi professor de Instituições de Direito Público e Privado na Universidade do Vale de Aracaú (UVA). Judicael Pinho, que era o Coordenador de Curso de direito quando Ciro foi admitido professor na Universidade, afirmou à Folha que para ensinar a disciplina e ser admitido no curso "era necessário um amplo conhecimento da legislação tributária brasileira".

### Visiting Scholarna Harvard Law School
Ciro candidatou-se para duas posições na Universidade de Harvard: Visiting Scholar na Law School de Harvard e Fellow no Center for International Affairs. Depois de ser aceito para ambos ele optou por ser Visiting Scholar na Harvard Law School. A posição de professor visitante se refere a um pesquisador de outra instituição que passa a ter acesso a estrutura da Harvard para realizar uma pesquisa, sem receber titulação de Harvard: "O programa ofertado aos visitantes dá acesso à estrutura da Faculdade de Direito (incluindo suas bibliotecas) para que estes possam conduzir pesquisas em temas aprovados enquanto residentes".
Nesse mesmo período, passou a escrever aos domingos uma coluna para o Jornal do Brasil e publicou, junto com o professor Roberto Mangabeira Unger, o livro O Próximo Passo: uma alternativa prática ao neoliberalismo, traduzido inclusive para o espanhol. No livro, Ciro e Mangabeira criticam tanto o "nacional populismo do terceiro mundo", quanto o "defensivo e conservador modus operandi das sociais-democracias do primeiro mundo". Continuam, criticando "a adesão do Brasil ao neoliberalismo", o "abandono da tentativa de construção de uma civilização própria no país", e a "rejeição da concepção de que a história humana deve ser a história das grandes alternativas". O livro tem a proposta de provocar uma discussão no Brasil, propondo um caminho que se contraponha ao discurso neoliberal. A partir deste livro, Ciro Gomes começou a combater fortemente as "políticas de estado mínimo" e a defender um estado capaz de construir um planejamento de longo prazo, definindo políticas de desenvolvimento para o país.

## Vida pessoal
Devido ao trabalho de seu pai como defensor público, a família viajou muito pelo país, tanto que Ciro, o filho mais velho da família e seu irmão, Lúcio Gomes, nasceram em Pindamonhangaba (SP), terra de sua mãe, Maria José. Aos quatro anos de idade, mudou-se para Sobral.
Foi casado com Patrícia Saboya Gomes entre os anos de 1983 e 1999, sua aliada política, pedagoga, ex-deputada estadual e senadora pelo Ceará. Com ela, teve três filhos.
Também foi casado com a atriz Patrícia Pillar, entre 1999 e dezembro de 2011. Em agosto de 2002, perguntado sobre a participação de sua mulher na campanha, Ciro disse que o papel seria "dormir comigo". Logo em seguida, refez a resposta: "Evidentemente eu estou brincando. Essa minha companheira tem uma longa tradição de manejar assuntos sociais, tem muita inteligência, muita sensibilidade". Ele foi criticado pela primeira afirmação, a qual continuou a ser utilizada pelos seus opositores anos depois. Para o Canal Livre, Ciro disse ter se desculpado pela frase, que teria sido uma "brincadeira de mau gosto", mais de uma vez. Patrícia comentou que guarda boas lembranças do casamento com Ciro, tendo declarado voto nele em 2018 e 2022.
Ciro Gomes teve uma curta carreira como comentarista esportivo na Rádio Verdes Mares de Fortaleza. Em meados de 2013, em entrevista como comentarista esportivo criticou os protestos de rua. Segundo ele, “há uma desinteligência em associar o orçamento da Copa com outras áreas. Há uma falsa contradição entre Copa e educação ou Copa e saúde. O que o povo queria é que o governo tratasse as áreas essenciais da mesma maneira que tratou a Copa, com o plano, prazo e investimento”.
Em 2013, iniciou um relacionamento com Zara Castro, com quem teve seu quarto filho, Gael, no ano de 2015.
Desde de 2017, é casado com Giselle Bezerra, produtora de teatro e TV.

## Processos por danos morais
Segundo um levantamento do jornal O POVO, Ciro responde a pelo menos 80 processos por danos morais no estado do Ceará, 37 deles movidos pelo emedebista Eunício Oliveira (MDB-CE). Fernando Collor e Eduardo Cunha também já moveram processos contra o ex-governador, o último por ter sido chamado de “o maior bandido do país”. Cunha teve seu processo arquivado contra Ciro.
Um caso envolveu Jair Bolsonaro, que o processou após Ciro acusá-lo de lavagem de dinheiro em uma entrevista concedida a Rádio Jovem Pan, quando se referia a doação de R$ 200 mil do fundo partidário do Partido Progressista (PP) ao parlamentar. Ciro Gomes virou réu na ação em abril de 2019, mas Bolsonaro decidiu retirar a queixa posteriormente.
Uma outra ação envolve João Dória, que o processou por "calúnia, difamação e injúria", após ser chamado de "farsante" durante uma Conferência Nacional do PDT. Na ocasião, o juiz responsável não viu configurada a prática dos dois primeiros crimes, remetendo a acusação de injúria para o juizado especial. Após Dória recorrer da decisão, o processo foi acatado e o pedetista tornou-se réu. Ciro Gomes também virou réu em dezembro de 2018 em uma outra ação movida por Dória, desta vez por declarações dadas em uma palestra na Universidade do Estado do Rio de Janeiro (UERJ). Em sua defesa, Ciro alega que suas declarações são somente fruto da liberdade de expressão e que o tempo prova quem está certo.
O Tribunal de Justiça do Distrito Federal e dos Territórios (TJDFT), no dia 17 de maio de 2017, confirmou a condenação de Ciro Gomes na ação movida pelo presidente Michel Temer por danos morais. O ex-ministro teve o recurso da ação derrotado por ter chamado o presidente de "ladrão fisiológico" e "chefe de quadrilha" em palestra na Universidade da Pensilvânia, na Filadélfia (EUA), em abril de 2017. Em outro processo, também movido por Michel Temer, Ciro foi absolvido após chamá-lo de "capitão do golpe" em uma entrevista na RedeTV!.
Em julho de 2018, o Ministério Público de São Paulo entrou com um pedido para que fosse instaurado um inquérito por injúria racial sobre Ciro após chamar o vereador Fernando Holiday (DEM) de "capitãozinho do mato" numa entrevista à Rádio Jovem Pan em junho. Ciro foi condenado em 2019 e chegou a ter sua Toyota Hilux penhorada pela Justiça de São Paulo. Em setembro de 2020, Ciro também entrou com um processo por injúria racial contra o vereador após ser chamado de "coronel" em vídeo. No entanto, o pedido de indenização foi negado pela Justiça.

## Condecorações
- Título de Cidadão Paulistano, maior honraria do município de São Paulo, em 1995[23]
- Medalha Juscelino Kubitscheck — Grau Grande Medalha, Governo de Minas Gerais, 1997[27]
- Prêmio Mundial do UNICEF — Troféu Maurice Patê, outorgado ao Governo do Estado e ao povo do Ceará[27]
- Medalha da Ordem do Mérito Naval, no Grau de Grande Oficial, outorgada pelo Senhor Presidente da República, no dia 28 de maio de 2003[27]
- Medalha de Mérito Militar, no Grau de Grande Oficial, outorgada pelo Senhor Presidente da República, no dia 15 de abril de 2003[27]
- Medalha do Pacificador, outorgada pelo Comandante do Exército, no dia 10 de setembro de 2003[27]
- Medalha da Ordem do Rio Branco, outorgada pelo Senhor Presidente da República, no Grau de Grã-Cruz, por Decreto de 17 de setembro de 2003[27]
- Medalha do Mérito da Defesa, outorgada pelo Senhor Presidente da República no Grau de Grã-Cruz, por Decreto de 21 de novembro de 2003[27]
- Medalha Dia de Minas, outorgada pelo Senhor Governador do Estado de Minas Gerais, em 16 de julho de 2009[209]
- Medalha do Mérito Farroupilha, maior honraria do parlamento gaúcho, em 11 de setembro de 2009[210]
- Medalha do Mérito Manuel Bequimão, honraria do parlamento maranhense, em 14 de dezembro de 2009[211][212]
- Medalha do Mérito Industrial, FIEC/2011[213]
- Troféu Sereia de Ouro, concedido pela TV Verdes Mares em 28 de setembro de 2012[214]
- Medalha Boticário Ferreira, a maior honraria do legislativo de Fortaleza, 28 de abril de 2014[215]
- Título Honorífico de Cidadão Goianiense, em 24 de junho de 2016[216]
- Medalha da Abolição, maior honraria do Estado do Ceará, outorgada pelo Senhor Governador do Estado do Ceará, em 24 de março de 2017[217]
- Título de Cidadão Petropolitano, em 26 de março de 2018[218]
- Ordem do Mérito Legislativo Municipal de Barbacena, em 14 de outubro de 2019[219]
- Título de Cidadão Amazonense, em 18 de dezembro de 2019[220]
- Medalha José Clemente Pereira, a maior honraria do legislativo de Niterói, em 13 de julho de 2021[221]
- Título de Cidadão Uberlandense, em 12 de fevereiro de 2022
- Título de Cidadão Amazonense, em 17 de março de 2022[222]

## Lista de obras
Ciro Gomes é também autor de livros na área de economia política:
- No País dos Conflitos (1994) — coautoria com Miriam Leitão et al, Editora Revan,[223] ISBN 857106069X. Em sua primeira publicação, Ciro Gomes se submeteu a uma sabatina de cinco dos mais importantes jornalistas do país naquela época: Ancelmo Góis, Geneton Moraes, Marcelo Pontes, Miriam Leitão e Suely Caldas. O livro apresenta ainda opiniões de Ciro Gomes sobre políticos como Brizola, José Serra e Orestes Quércia, e sobre bastidores da política.[224]
- O Próximo Passo — Uma Alternativa Prática ao Neoliberalismo (1996) — coautoria com Mangabeira Unger, Editora Topbooks,[225] ISBN 9788586020360
- Um Desafio Chamado Brasil (2002), Editora Record,[226] ISBN 9788520005491, reúne uma série de artigos escritos por Ciro para os jornais O Estado de São Paulo e o Jornal da Tarde entre 1995 e 1999.[226]
- Projeto Nacional: O dever da esperança (2020), Editora Leya, ISBN 978-65-5643-003-4. De acordo com Ciro, o livro "é minha contribuição pessoal a uma reflexão inadiável sobre o Brasil, as raízes de seus graves problemas e as pistas para sua solução".[227] O livro foi indicado ao Prêmio Jabuti 2021 na categoria "Ciências sociais". [228]

## Desempenho eleitoral
| Ano  | Eleição                 | Partido | Cargo             | Votos      | %      | Resultado  |
| ---- | ----------------------- | ------- | ----------------- | ---------- | ------ | ---------- |
| 1982 | Estaduais no Ceará      | PDS     | Deputado Estadual | 17 841     | n/d    | Suplente   |
| 1986 | Estaduais no Ceará      | PMDB    | Deputado Estadual | 17 602     | n/d    | Eleito     |
| 1988 | Municipais em Fortaleza | PMDB    | Prefeito          | 179 274    | 30,55% | Eleito     |
| 1990 | Estaduais no Ceará      | PSDB    | Governador        | 1 279 492  | 54,32% | Eleito     |
| 1998 | Presidencial no Brasil  | PPS     | Presidente        | 7 426 187  | 10,97% | Não eleito |
| 2002 | Presidencial no Brasil  | PPS     | Presidente        | 10 170 882 | 11,97% | Não eleito |
| 2006 | Estaduais no Ceará      | PSB     | Deputado Federal  | 667 830    | 16,19% | Eleito     |
| 2018 | Presidencial no Brasil  | PDT     | Presidente        | 13 344 371 | 12,47% | Não eleito |
| 2022 | Presidencial no Brasil  | PDT     | Presidente        | 3 599 287  | 3,04%  | Não eleito |